# HSI
HSI - horizontal situation indicator je letalski navigacijski instrument, ki je v bistvu žirokompas združen z navigacijskim VOR/ILS. HSI omogoča boljši pregled nad situacijo, kot dva ločena instrumenta in ima tudi druge prednosti prev VOR prikazovalnikom.
HSI se je uporabljal tudi na raketoplanu Space shuttle.